# 14441 Atakanoseki
14441 Atakanoseki este un asteroid din centura principală de asteroizi.

## Descriere
14441 Atakanoseki este un asteroid din centura principală de asteroizi. A fost descoperit pe 21 septembrie 1992 la Kitami de Masayuki Yanai și Kazuro Watanabe. Asteroidul prezintă o orbită caracterizată de o semiaxă mare de 2,73 ua, o excentricitate de 0,28 și o înclinație de 8,8° în raport cu ecliptica.